# カルボキシソーム

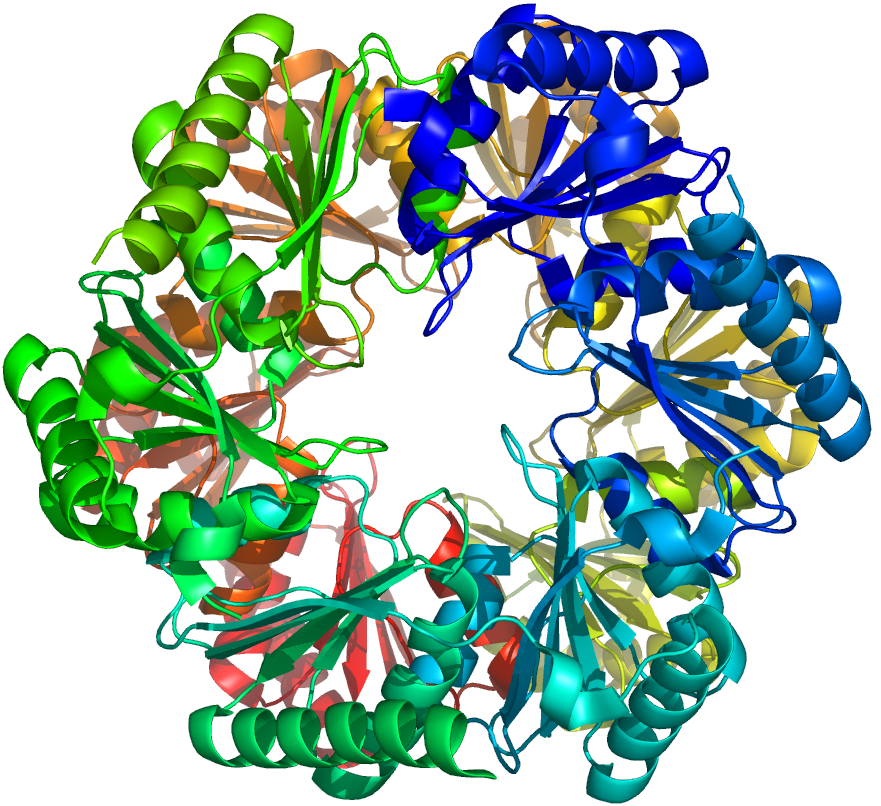
カルボキシソームの殻タンパク質（Prochlorococcus marinus MED4のCsoS1D）の立体構造、PDBデータ3f56より作成。

リブロース-1,5-ビスリン酸カルボキシラーゼ（ルビスコ）を集積したタンパク質の小構造体で、シアノバクテリアや一部の化学合成独立栄養細菌の細胞質に存在する。カルボキシソームの内部にはルビスコが集積し、特殊な殻タンパク質に被われた多面体構造として、電子顕微鏡でよく観察される。その役割は細胞質に濃縮される重炭酸イオンをCO2に局所的に変換してルビスコに供給し、炭酸固定反応を助けることにある。

## 歴史
1956年、シアノバクテリアPhormidium uncinatumの細胞内に多面体様の構造体として発見された。1973年、化学合成独立栄養細菌Halothiobacillus neapolitanusから単離され、ルビスコを含むことから、カルボキシソームと命名された。

## 分布
光合成をするほぼすべてのシアノバクテリアやルビスコを主要なCO2固定酵素とする化学合成独立栄養細菌の一部（おもにプロテオバクテリアの仲間Halothiobacillus, Thiobacillus, Thiomonas, Acidithiobacillus, Nitrobacter, Nirosomonasなど）に分布する。真核の原始的な藻類Cyanophora paradoxaの葉緑体に存在するタンパク質構造体はピレノイドというよりカルボキシソームであるという報告がある。

## 構造
大きさ80-140 nmの多面体構造で、タンパク質の殻と内部にあるルビスコからなり、厚さ3-4 nmの殻タンパク質（画像参照）の層に包まれている。また、炭酸脱水酵素（カルボニックアンヒドラーゼともいう）も含まれているが、その局在ははっきりしていない。

## 生理的役割
シアノバクテリアは強力な炭酸濃縮機構をもち、明所で細胞質に重炭酸イオン(HCO3–)を高濃度に蓄積する。カルボキシソーム内のカルボニックアンヒドラーゼは重炭酸イオンを二酸化炭素に変換し、すぐそばのルビスコに二酸化炭素を供給する。溶存ガスとしての二酸化炭素は細胞内に濃縮できないが、重炭酸イオンは細胞内に濃縮できる。しかし、ルビスコの基質は二酸化炭素であって、重炭酸イオンは固定できない。カルボキシソームはこのような矛盾を克服し、細胞質に濃縮された重炭酸イオンを局所的に二酸化炭素に変換し、ルビスコに供給するための構造である。したがって、カルボキシソームに変異を生じると、低炭酸ガス濃度で光合成増殖できなくなる。

## 分類
構成成分によって2種類に分類される。α-カルボキシソームは化学合成独立栄養細菌とα-シアノバクテリア（Prochlorococcusなどを含む）に分布し、β-カルボキシソームはβ-シアノバクテリア（Synechocystisなどを含む）に分布する。α-カルボキシソームをコードする遺伝子はひとまとまりになっているが、β-カルボキシソームの遺伝子はいくつかのクラスターに分かれている。また、このちがいは、ルビスコの系統とも相関がある。つまり、α-カルボキシソームはForm IAのルビスコを、β-カルボキシソームはForm IBのルビスコをもっている。

## ピレノイドとの関連
ルビスコを集積している藻類のピレノイドも一種の相同器官といわれている。しかし、表面の殻タンパク質の有無は明らかではない。

## 類似の構造体
サルモネラ菌や大腸菌にも、嫌気状態でエタノールアミンやプロパンジオールを資化するとき、細胞質にカルボキシソームに似た構造体が形成される。この構造体の組成は明らかになっていないが、エタノールアミンやプロパンジオール資化オペロンにはカルボキシソームの殻タンパク質と相同性をしめす遺伝子があるので、関連した構造体と考えられている。しかし、これらの細菌はルビスコをもたず、炭酸固定に直接の関係はないが、機能はまだ不明である。

## 文献
1. ↑  Fathinejad S, Steiner JM, Reipert S, Marchetti M, Allmaier G, Burey SC, Ohnishi N, Fukuzawa H, Löffelhardt W, Bohnert HJ (2008). “A carboxysomal carbon-concentrating mechanism in the cyanelles of the 'coelacanth' of the algal world, Cyanophora paradoxa?”. Physiol. Plant. 133 (1):  27–32. PMID 18248510.
2. ↑  Shively JM, van Keulen G, Meijer WG (1998). “Something from almost nothing: carbon dioxide fixation in chemoautotrophs”. Annual Review Microbiol. 52:  191–230. PMID 9891798.
3. ↑  Yeates TO, Kerfeld CA, Heinhorst S, Cannon GC, Shively JM (2008). “Protein-based organelles in bacteria: carboxysomes and related microcompartments”. Nature Review Microbiol. 6 (9):  681–91. PMID 18679172.